# Alexandr Gerasimov
Alexandr Petrovič Gerasimov (rusky Александр Петрович Герасимов, 19. března 1959 v Penze, SSSR – 21. května 2020 v Moskvě, Rusko) byl ruský hokejový útočník.

## Reprezentace
Reprezentoval Sovětský svaz. V národním týmu do 18 let vybojoval bronzovou medaili na mistrovství Evropy této věkové kategorie v roce 1977 v SRN. Za reprezentaci do 20 let hrál na juniorském mistrovství světa v letech 1978 v Kanadě a 1979 ve Švédsku, oba turnaje Sověti ovládli.
V reprezentaci poprvé nastoupil 12.12.1982 ve Stockholmu proti domácím Švédům (4:2), utkání se hrálo v rámci turnaje Pohár Rudého práva 1982/83. Na hrách v Sarajevu 1984 se stal olympijským vítězem. Naposledy oblékl dres národního týmu 4.4.1985 v Kouvole v přátelském utkání s Finskem (8:2). Celkem odehrál 42 utkání a nastřílel 21 branek.

### Reprezentační statistiky
| 1977 | SSSR 18 | ME 18 | 6 | 5 | 4 | 9 | 12 |
| 1978 | SSSR 20 | MS 20 | 7 | 2 | 6 | 8 | 2  |
| 1979 | SSSR 20 | MS 20 | 6 | 2 | 6 | 8 | 4  |
| 1984 | SSSR    | OH    | 7 | 2 | 3 | 5 | 6  |

## Kariéra
Odchovanec klubu Dizel Penza nastupoval za mateřský klub od šestnácti let v druhé lize. V roce 1980 se přesunul do HC CSKA Moskva a za tento klub debutoval v nejvyšší sovětské soutěži v sezoně 1980/81. V tomto klubu se mu podařilo získat sedm mistrovských titulů. V roce 1988 ukončil aktivní činnost.

## Klubové statistiky
| Sezona      | Klub        | Soutěž      | Základní část | Základní část | Základní část | Základní část | Základní část |
| Sezona      | Klub        | Soutěž      | Z             | G             | A             | B             | TM            |
| ----------- | ----------- | ----------- | ------------- | ------------- | ------------- | ------------- | ------------- |
| 1975/76     | Dizel Penza | SSSR2       | 9             | 0             | 2             | 2             | 4             |
| 1976/77     | Dizel Penza | SSSR2       | 33            | 5             | 3             | 8             | 28            |
| 1977/78     | Dizel Penza | SSSR2       | 45            | 18            | 13            | 31            | 30            |
| 1978/79     | Dizel Penza | SSSR2       | 52            | 22            | 23            | 45            | 38            |
| 1979/80     | Dizel Penza | SSSR2       | 60            | 30            | 10            | 40            | 68            |
| 1980/81     | CSKA Moskva | SSSR        | 30            | 4             | 1             | 5             | 2             |
|             | Dizel Penza | SSSR2       | 8             | 2             | 2             | 4             | 12            |
| 1981/82     | CSKA Moskva | SSSR        | 45            | 11            | 6             | 17            | 14            |
| 1982/83     | CSKA Moskva | SSSR        | 32            | 19            | 10            | 29            | 14            |
| 1983/84     | CSKA Moskva | SSSR        | 30            | 10            | 12            | 22            | 13            |
| 1984/85     | CSKA Moskva | SSSR        | 27            | 9             | 4             | 13            | 10            |
| 1985/86     | CSKA Moskva | SSSR        | 31            | 12            | 8             | 20            | 10            |
| 1986/87     | CSKA Moskva | SSSR        | 26            | 7             | 8             | 15            | 16            |
| 1987/88     | CSKA Moskva | SSSR        | 11            | 1             | 5             | 6             | 0             |
| Celkem SSSR | Celkem SSSR | Celkem SSSR | 232           | 73            | 54            | 127           | 79            |